# Kyle Korver
Kyle Korver, né le 17 mars 1981 à Paramount en Californie, est un joueur américain de basket-ball mesurant 1,99 m et évoluant aux postes d'arrière et d'ailier. Il est notamment connu pour la grande fiabilité de son tir à trois points.
Korver est drafté au second tour de la draft de la NBA en 2003 par les Nets du New Jersey. Il fait ses débuts dans la NBA aux 76ers de Philadelphie et après quatre saisons et demie, il est échangé au Jazz de l'Utah. Lors de la saison 2009-2010, Korver a tiré à un pourcentage de 53,6 % à trois points, ce qui constitue un record de précision à trois points historique en NBA. En 2012, il est échangé aux Hawks d'Atlanta, où en 2015, il est nommé All-Star. En 2017, il est échangé aux Cavaliers de Cleveland, où il participe aux Finales NBA à deux reprises.

## Biographie

### Jeunesse
Korver est l’aîné de quatre enfants de Kevin Korver, pasteur d'une église à Pella, dans l'Iowa et de Laine Korver. Ses deux parents jouaient au basket-ball au Central College de Pella. Il grandit dans la région de Los Angeles et est un fan des Lakers de Los Angeles quand il est enfant. En regardant Magic Johnson, Kareem Abdul-Jabbar, et le Showtime des Lakers, cela lui donne l'amour du basket-ball.

### Université
Il rejoint l'université Creighton, pour jouer avec les Bluejays au niveau universitaire. En 1999-2000, il obtient en moyenne 8,8 points par match. Il a un rôle en sortie de banc, marquant 43,4 % de ses tentatives à trois points et 89,5 % sur la ligne des lancers francs.
En deuxième année, Korver améliore sa marque avec 14,6 points par match et en inscrivant un total de 100 paniers à trois points, un record, avec une précision de 45,2 %.
En tant que junior en 2001-2002, Korver mène Creighton à la marque (15,1 points par match), aux rebonds (5,5), en passes décisives (3,3) et interceptions (1,6) tout en remportant le titre de MVC Player of the Year. Il atteint 89,0 % de réussite aux lancers francs et 42,9 % à trois points.
Dans sa dernière année en 2002-2003, Korver est devenu l’un des six joueurs à remporter consécutivement 2 titres de MVC Player of the Year, aux côtés de Larry Bird, Hersey Hawkins, Xavier McDaniel, Lewis Lloyd et Junior Bridgeman. En 34 matchs, il obtient en moyenne 17,8 points, 6,4 rebonds, 3,1 passes décisives et 1,5 interception en 31,8 minutes par match.
Korver termine son cursus à Creighton avec le quatrième total de points inscrits (1801), premier au tir à trois points (371), ainsi qu'en tentatives (819), et en précision à trois points (45,3 %) et aux lancers francs (89,1 %). Il est huitième en total de passes décisives (294), neuvième en tirs contrés (58) et quatrième en interceptions (172). Korver détient également les records de Creighton en une saison pour les paniers à trois points réussis (129), le pourcentage à trois points (48,0%) et le pourcentage aux lancers francs (90,8%).
Korver est diplômé d’une licence en communication visuelle. Il retourne à Creighton en mai 2019 pour prononcer le discours principal à la cérémonie de remise des diplômes de l’université.

### Carrière professionnelle

#### 76ers de Philadelphie (2003-2007)

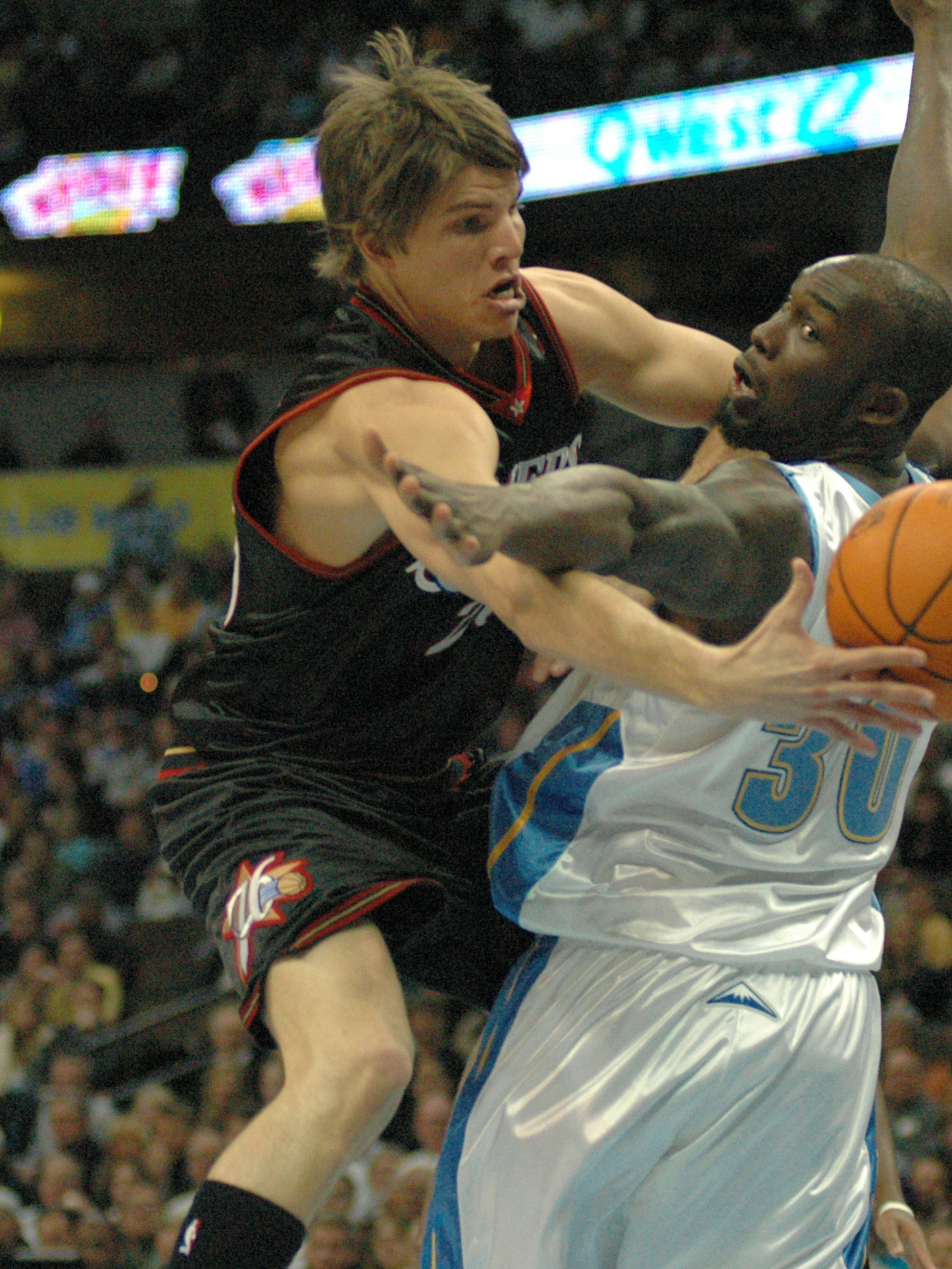
Korver avec les 76ers de Philadelphie.

Korver est drafté au deuxième tour, en 51e position, de la draft de 2003. Il est transféré aux 76ers de Philadelphie contre une somme d'argent avoisinant 125 000 dollars. L'argent récupéré a permis à la franchise du New Jersey d'acheter une photocopieuse, fait insolite car sans le savoir, ils se privaient de l'un des meilleurs shooters à 3 points de l'histoire NBA. Il participe au concours à trois points du NBA All-Star Game 2004 à la suite de la blessure de dernière minute de Brent Barry. À cette époque, Korver a un pourcentage de réussite à trois points de 43,5 %. Korver finit troisième, derrière Voshon Lenard et Predrag Stojaković. En tant que rookie en 2003-2004, il obtient en moyenne 4,5 points et 1,5 rebonds en 74 matchs.
En 2004-2005, Korver participe à l'ensemble des matchs de l'équipe sur la saison régulière et améliore ses statistiques avec 11,5 points, 4,6 rebonds et 2,2 passes décisives par match. Il établit le record des 76ers pour le nombre de trois points inscrits (226) et tentés (558) sur une saison. Il termine leader de la ligue pour le nombre de trois points inscrits sur la saison régulière.
Le 2 août 2005, Korver signe un nouveau contrat avec les 76ers de 25 millions de dollars sur six ans. Le 24 février 2006, il inscrit 31 points, son record en carrière contre les Bucks de Milwaukee. Sur les 82 matchs de saison régulière, il obtient en moyenne 11,5 points, 3,3 rebonds et 2,0 passes décisives en 31,3 minutes.
Korver est le deuxième meilleur marqueur des 76ers lors de la saison 2006-2007 derrière Andre Iguodala et le meilleur tireur à trois points avec 43 % de réussite. Le 21 février 2007, il inscrit six tirs à trois points et égale son record en carrière avec 31 points pour mener les 76ers à une victoire contre les Knicks de New York.

#### Jazz de l'Utah (2007-2010)

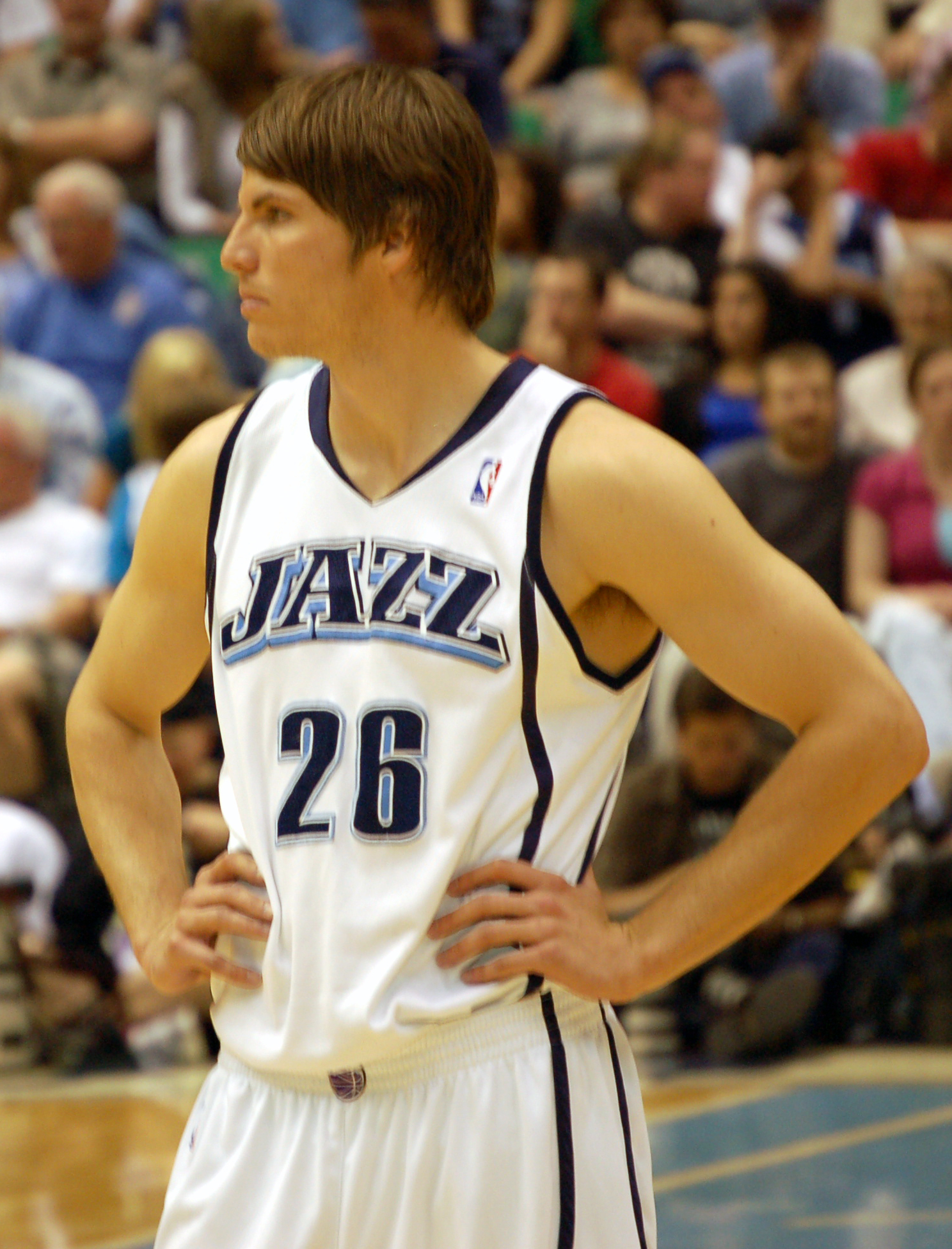
Korver en 2008.

Le 29 décembre 2007, les 76ers échangent Korver contre Gordan Giricek du Jazz de l'Utah et un premier tour de draft. Lors de la saison 2008-2009, Korver participe à 78 matchs et obtient en moyenne 9,0 points, 3,3 rebonds et 1,8 passe décisive par match.
Le 28 octobre 2009, Korver subit une intervention chirurgicale pour enlever un éperon osseux dans son genou gauche. Il rate ensuite les 23 premiers matchs de la saison 2009-2010. En 52 matchs, il obtient en moyenne 7,2 points et 2,1 rebonds. Il mène le classement des joueurs en termes de pourcentage au tir à trois points de la NBA avec 53,6 % de réussite, établissant un record historique, devançant le pourcentage de 52,4 % établi par Steve Kerr en 1994-1995.

#### Bulls de Chicago (2010-2012)
Le 13 juillet 2010, il signe avec les Bulls de Chicago. Pour la saison 2010-2011, Korver, pour la troisième fois de sa carrière, participe aux 82 matchs de la saison régulière et affiche des statistiques de 8,3 points, 1,8 rebond et 1,5 passe décisive en 20,1 minutes. Après avoir terminé à la première place de la conférence Est avec un bilan de 62-20, les Bulls ont atteint la finale de conférence, où ils sont vaincus en cinq matchs par le Heat de Miami.
Korver participe à 65 matchs avec les Bulls en 2011-2012, totalisant en moyenne 8,1 points, 2,4 rebonds et 1,7 aide en 22,6 minutes.

#### Hawks d'Atlanta (2012-2017)
Après deux saisons aux Bulls, il est coupé de l'effectif le 13 juillet 2012 et envoyé aux Hawks d'Atlanta dans un système en triangle permettant aux Bulls d'économiser 500 000 dollars et de récupérer un second tour de draft via les Timberwolves du Minnesota. Durant la saison 2012-2013, il inscrit en moyenne 10,9 points en 30,5 minutes par match, tout en enregistrant des pourcentages de 46,1% au tir, de 45,7% à trois points et de 85,9% aux lancers francs.
Durant l'intersaison, il prolonge dans la franchise des Hawks avec un contrat de 24 millions de dollars sur 4 années. Lors de la saison 2013-2014, Korver bat le record du nombre de rencontres consécutives dans lesquelles il inscrit au moins un panier à trois points. Il établit un nouveau record de 127 rencontres consécutives, battant le précédent record de Dana Barros. Son record est battu en février 2016 par Stephen Curry.
Le 10 février 2015, Korver reçoit sa première sélection au NBA All-Star Game en tant que remplaçant pour la Conférence Est, à la place de Dwyane Wade. À 33 ans et 11 mois, il devient le quatrième, All-Star pour la première fois, le plus âgé. Le 11 mars, dans une défaite contre les Nuggets de Denver, Korver dépasse Kobe Bryant pour être le 12e meilleur marqueur de l'histoire à trois points. Quatre jours plus tard, dans une victoire contre les Lakers de Los Angeles, Korver quitte le match avec un nez cassé après avoir subi une faute offensive d’Ed Davis en première période. La blessure a mis fin à une série de 51 matchs consécutifs avec au moins un tir à trois points inscrit. Après avoir raté trois matchs avec la blessure, il retourne sur les parquets le 22 mars contre les Spurs de San Antonio avec un équipement de protection sur le visage pour couvrir le nez. Malgré le masque, le 31 mars 2015 contre les Bucks de Milwaukee, Korver inscrit 11 points, dont trois tirs à 3 points, en 65 secondes.
Le 29 avril 2015, Korver remporte le prix de NBA Sportsmanship Award, récompensant l’esprit sportif, à la fin de la saison régulière. Durant les playoffs 2015, Korver est victime d'une entorse de la cheville droite en jouant contre les Cavaliers de Cleveland, le 22 mai, durant la finale de conférence. Le lendemain, il est annoncé qu'il ne participera pas à la suite des playoffs.
Le 26 décembre 2015, dans une victoire sur les Knicks de New York, Korver dépasse Rashard Lewis pour la 9e place sur la liste des meilleurs marqueurs à trois points de l'histoire. En quatre matchs entre le 23 et le 29 décembre, Korver inscrit seulement 5 de ses 33 tentatives au tir et un terrible 2 sur 27 à trois points. Son pourcentage au tir de 42 % est le pire qu’il ait enregistré depuis la saison 2004-2005, et les 37% de réussite à trois points devient son taux de réussite le plus faible en carrière.

#### Cavaliers de Cleveland (2017-2018)
Le 7 janvier 2017, il est échangé aux Cavaliers de Cleveland en échange de Mo Williams et de Mike Dunleavy Jr.. Durant la saison, il dépasse Jason Kidd pour devenir le 7e meilleur marqueur à trois points de l'histoire et devient le 15 février, le 7e joueur de l'histoire à inscrire 2 000 paniers à trois points en carrière aux côtés de Ray Allen, Reggie Miller, Jason Terry, Paul Pierce, Vince Carter et Jamal Crawford. Avec les Cavaliers, il accède pour la première fois de sa carrière en Finales NBA. La franchise de Cleveland s'incline néanmoins face aux Warriors de Golden State.

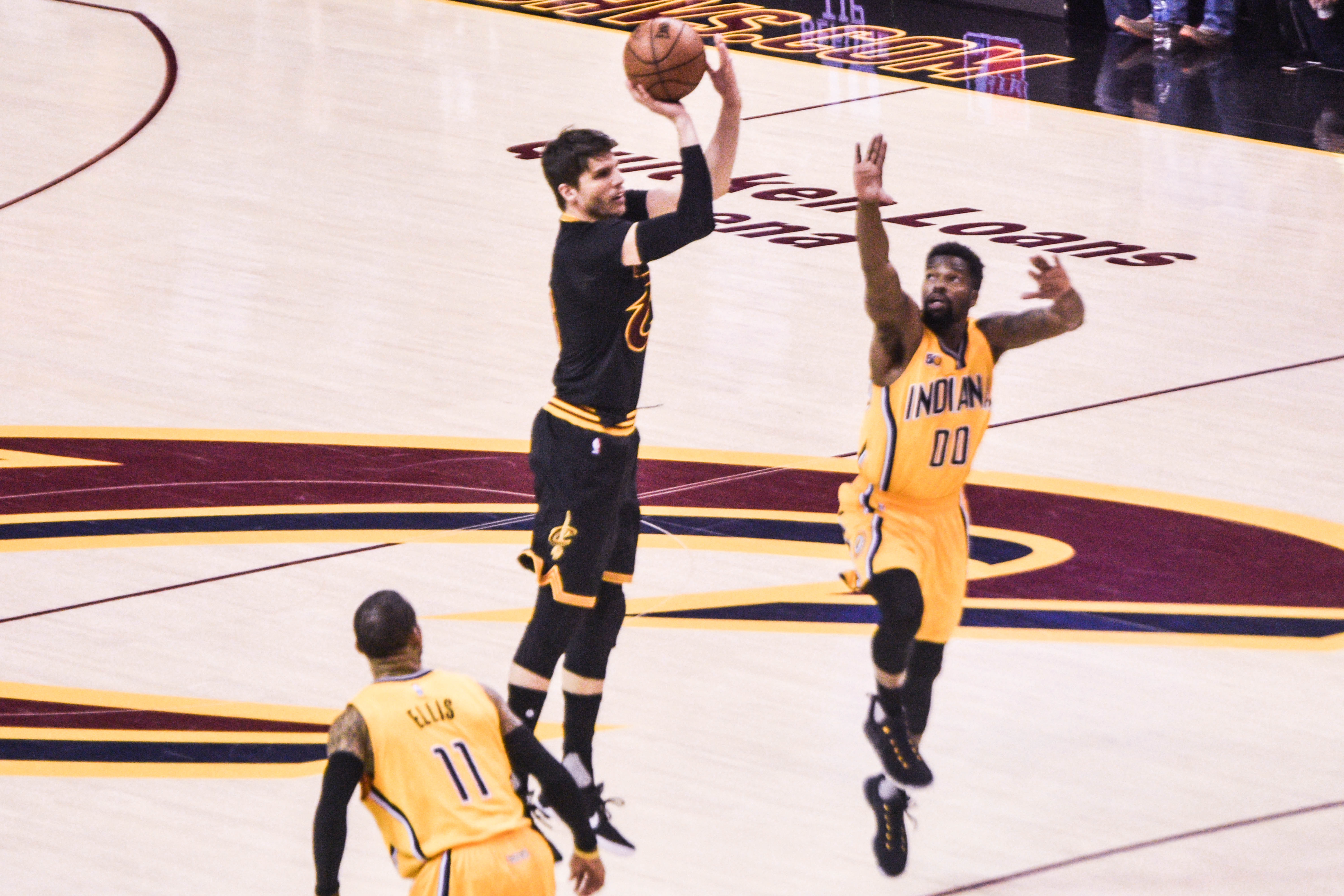
Korver en 2015.

Le 12 juillet, il signe un contrat de 22 millions de dollars sur 3 ans avec les Cavaliers. Le 6 janvier 2018, dans une victoire le Magic d'Orlando, Korver égale Paul Pierce à la 4e place de la liste des meilleurs marqueurs à trois points de l'histoire avec 2 143 paniers inscrits. Deux jours plus tard, il inscrit quatre paniers à 3 points contre les Timberwolves du Minnesota, dépassant Pierce pour la quatrième place. Il retourne en Finales NBA pour la seconde fois consécutive avec les Cavaliers, où ils perdent 4-0 contre les Warriors.
Avant le début de saison 2018-2019, à la suite du départ de LeBron James aux Lakers de Los Angeles, Korver demande son transfert à ses dirigeants. Le 30 octobre 2018, lors d'une victoire contre les Hawks d'Atlanta, Korver passe la barre des 11 000 points en carrière.

#### Retour au Jazz de l'Utah (2018-2019)
Le 28 novembre 2018, il est envoyé au Jazz de l'Utah en échange d'Alec Burks et un tour de draft. Le 12 janvier 2019, contre les Bulls de Chicago, Korver dépasse Jason Terry pour accéder à la 4e place de la liste des meilleurs marqueurs à trois points de l'histoire.
Le 19 juin 2019, il est transféré vers les Grizzlies de Memphis en compagnie de Grayson Allen et Jae Crowder, ainsi que le 23e choix de draft 2019, en échange de Mike Conley. Le 3 juillet, il est de nouveau échangé, cette fois-ci aux Suns de Phoenix mais est coupé pour qu'il puisse signer dans une équipe prétendante au titre.

#### Bucks de Milwaukee (2019-2020)
Le 20 juillet 2019, il signe pour une saison avec les Bucks de Milwaukee. 

### Carrière d'entraîneur et de dirigeant
Il s'engage par la suite avec les Nets de Brooklyn en août 2021, afin d'intégrer l'équipe technique de Steve Nash, mettant de ce fait un terme à sa carrière de joueur, sans l'annoncer explicitement.
En juillet 2022, Korver rejoint l'encadrement des Hawks d'Atlanta. En janvier 2023, Korver devient general manager adjoint des Hawks.

## Palmarès

### En franchise
- Finales NBA 2017, 2018 avec les cavaliers de Cleveland
- Champion de la conférence Est de la NBA en 2017 et 2018 avec les Cavaliers de Cleveland.
- Champion de la Division Centrale en 2011 et 2012 avec les Bulls de Chicago.

### Distinctions personnelles
- NBA All-Star (2015)
- Meilleur pourcentage de réussite à trois points de l'histoire de la ligue sur une saison lors de la saison 2009-2010 avec 53,6 %.
- Meilleur pourcentage de réussite aux lancers-francs lors de la saison 2006-2007 avec 91,4 %.
- Joueur ayant réussi le plus grand nombre de tirs à trois points lors de la saison 2004-2005 avec 226 tirs inscrits.
- Consensus second team All-American (2003)
- 2× MVC Player of the Year (2002, 2003)
- 2× All-MVC First Team (2002, 2003)
- All-MVC Second Team (2001)
- MVC All-Newcomer Team (2000)

## Statistiques

### NCAA
| Saison    | Équipe    | Matchs | Titul. | Min./m | % Tir | % 3pts | % LF | Rbds/m. | Pass/m. | Int/m. | Ctr/m. | Pts/m. |
| --------- | --------- | ------ | ------ | ------ | ----- | ------ | ---- | ------- | ------- | ------ | ------ | ------ |
| 1999-2000 | Creighton | 33     | 1      | 18,2   | 47,5  | 43,4   | 89,5 | 3,1     | 1,0     | 0,6    | 0,2    | 8,8    |
| 2000-2001 | Creighton | 32     | 32     | 29,4   | 47,0  | 45,2   | 86,7 | 5,8     | 2,0     | 1,8    | 0,4    | 14,6   |
| 2001-2002 | Creighton | 29     | 28     | 31,6   | 47,8  | 42,9   | 89,0 | 5,5     | 3,3     | 1,6    | 0,6    | 15,1   |
| 2002-2003 | Creighton | 34     | 34     | 31,8   | 46,8  | 48,1   | 90,8 | 6,4     | 3,1     | 1,5    | 0,7    | 17,8   |
| Carrière  | Carrière  | 128    | 95     | 27,7   | 47,2  | 45,3   | 89,1 | 5,2     | 2,3     | 1,3    | 0,5    | 14,1   |

### NBA

#### Saison régulière
| Leader de la ligue | Record NBA |

gras = ses meilleures performances
| Saison        | Équipe        | Matchs | Titul. | Min./m | % Tir | % 3pts | % LF | Rbds/m. | Pass/m. | Int/m. | Ctr/m. | Pts/m. |
| ------------- | ------------- | ------ | ------ | ------ | ----- | ------ | ---- | ------- | ------- | ------ | ------ | ------ |
| 2003-2004     | Philadelphie  | 74     | 0      | 11,9   | 35,2  | 39,1   | 79,2 | 1,50    | 0,54    | 0,34   | 0,11   | 4,46   |
| 2004-2005     | Philadelphie  | 82     | 57     | 32,5   | 41,8  | 40,5   | 85,4 | 4,62    | 2,22    | 1,26   | 0,40   | 11,49  |
| 2005-2006     | Philadelphie  | 82     | 43     | 31,3   | 43,0  | 42,0   | 84,9 | 3,29    | 1,99    | 0,79   | 0,32   | 11,45  |
| 2006-2007     | Philadelphie  | 74     | 1      | 30,9   | 44,0  | 43,0   | 91,4 | 3,50    | 1,42    | 0,77   | 0,27   | 14,42  |
| 2007-2008     | Philadelphie  | 25     | 0      | 26,3   | 39,6  | 35,2   | 91,2 | 2,92    | 1,32    | 0,80   | 0,24   | 9,96   |
| 2007-2008     | Utah          | 50     | 0      | 21,5   | 47,4  | 38,8   | 91,7 | 1,98    | 1,36    | 0,44   | 0,46   | 9,82   |
| 2008-2009     | Utah          | 78     | 2      | 24,0   | 43,8  | 38,6   | 88,2 | 3,31    | 1,76    | 0,60   | 0,38   | 9,04   |
| 2009-2010     | Utah          | 52     | 0      | 18,3   | 49,3  | 53,6   | 79,6 | 2,13    | 1,71    | 0,50   | 0,23   | 7,19   |
| 2010-2011     | Chicago       | 82     | 0      | 20,1   | 43,4  | 41,5   | 88,5 | 1,83    | 1,51    | 0,43   | 0,24   | 8,30   |
| 2011-2012*    | Chicago       | 65     | 7      | 22,6   | 43,2  | 43,5   | 83,3 | 2,45    | 1,74    | 0,55   | 0,23   | 8,14   |
| 2012-2013     | Atlanta       | 74     | 60     | 30,5   | 46,1  | 45,7   | 85,9 | 3,96    | 1,97    | 0,95   | 0,50   | 10,95  |
| 2013-2014     | Atlanta       | 71     | 71     | 33,9   | 47,5  | 47,2   | 92,6 | 3,97    | 2,93    | 0,99   | 0,34   | 11,97  |
| 2014-2015     | Atlanta       | 75     | 75     | 32,2   | 48,7  | 49,2   | 89,8 | 4,05    | 2,61    | 0,69   | 0,56   | 12,15  |
| 2015-2016     | Atlanta       | 80     | 80     | 30,0   | 43,5  | 39,8   | 83,3 | 3,25    | 2,05    | 0,75   | 0,44   | 9,24   |
| 2016-2017     | Atlanta       | 32     | 21     | 28,0   | 43,9  | 40,9   | 88,9 | 2,78    | 2,34    | 0,72   | 0,41   | 9,53   |
| 2016-2017     | Cleveland     | 35     | 1      | 24,5   | 48,7  | 48,5   | 93,3 | 2,77    | 1,00    | 0,31   | 0,23   | 10,66  |
| 2017-2018     | Cleveland     | 73     | 4      | 21,6   | 45,9  | 43,6   | 88,9 | 2,26    | 1,21    | 0,42   | 0,37   | 9,21   |
| 2018-2019     | Cleveland     | 16     | 0      | 15,7   | 46,1  | 46,3   | 81,2 | 1,81    | 1,06    | 0,19   | 0,12   | 6,75   |
| 2018-2019     | Utah          | 54     | 0      | 20,0   | 40,8  | 38,4   | 82,5 | 2,46    | 1,19    | 0,41   | 0,19   | 9,11   |
| 2019-2020     | Milwaukee     | 58     | 1      | 16,5   | 43,0  | 41,8   | 85,4 | 2,10    | 1,17    | 0,45   | 0,21   | 6,66   |
| Carrière      | Carrière      | 1 232  | 423    | 25,3   | 44,2  | 42,9   | 87,7 | 2,96    | 1,72    | 0,65   | 0,33   | 9,70   |
| All-Star Game | All-Star Game | 1      | 0      | 15,6   | 53,8  | 58,3   | 0,0  | 1,00    | 2,00    | 0,00   | 0,00   | 21,00  |

Note: * Cette saison est réduite de 82 à 66 match en raison du lock-out

Dernière modification le 21 novembre 2021

#### Playoffs
| Saison   | Équipe       | Matchs | Titul. | Min./m | % Tir | % 3pts | % LF  | Rbds/m. | Pass/m. | Int/m. | Ctr/m. | Pts/m. |
| -------- | ------------ | ------ | ------ | ------ | ----- | ------ | ----- | ------- | ------- | ------ | ------ | ------ |
| 2005     | Philadelphie | 5      | 5      | 29,2   | 28,6  | 29,2   | 100,0 | 2,60    | 1,60    | 0,80   | 0,20   | 5,00   |
| 2008     | Utah         | 12     | 0      | 21,6   | 41,1  | 28,9   | 92,0  | 2,17    | 0,58    | 0,33   | 0,67   | 7,83   |
| 2009     | Utah         | 5      | 2      | 27,2   | 39,1  | 46,2   | 71,4  | 2,20    | 2,60    | 0,60   | 0,20   | 10,60  |
| 2010     | Utah         | 10     | 0      | 21,0   | 52,5  | 47,8   | 88,9  | 1,10    | 1,30    | 0,50   | 0,00   | 8,30   |
| 2011     | Chicago      | 16     | 0      | 17,2   | 38,8  | 42,3   | 100,0 | 1,19    | 1,06    | 0,50   | 0,19   | 6,56   |
| 2012     | Chicago      | 6      | 0      | 15,6   | 40,9  | 30,8   | 50,0  | 1,67    | 1,50    | 0,50   | 0,50   | 3,83   |
| 2013     | Atlanta      | 6      | 2      | 29,6   | 38,8  | 35,3   | 91,7  | 3,33    | 0,67    | 0,33   | 0,67   | 10,17  |
| 2014     | Atlanta      | 7      | 7      | 35,7   | 45,5  | 42,6   | 91,7  | 5,29    | 0,71    | 0,57   | 0,29   | 13,43  |
| 2015     | Atlanta      | 14     | 14     | 37,5   | 39,1  | 35,5   | 81,2  | 5,00    | 2,36    | 1,43   | 1,07   | 11,14  |
| 2016     | Atlanta      | 10     | 8      | 31,6   | 46,7  | 44,4   | 100,0 | 4,80    | 1,10    | 1,00   | 0,40   | 10,30  |
| 2017     | Cleveland    | 18     | 0      | 18,1   | 42,5  | 39,1   | 100,0 | 1,67    | 0,72    | 0,39   | 0,28   | 5,83   |
| 2018     | Cleveland    | 22     | 11     | 23,0   | 41,8  | 41,3   | 86,4  | 2,36    | 0,86    | 0,41   | 0,41   | 8,27   |
| 2019     | Utah         | 4      | 0      | 7,4    | 37,5  | 33,3   | 66,7  | 1,25    | 0,0     | 0,0    | 0,0    | 2,50   |
| 2020     | Milwaukee    | 10     | 0      | 11,1   | 42,6  | 40,5   | 100,0 | 0,80    | 0,10    | 0,30   | 0,10   | 6,20   |
| Carrière | Carrière     | 145    | 49     | 23,2   | 41,7  | 39,1   | 89,5  | 2,48    | 1,05    | 0,56   | 0,39   | 7,97   |

## Records sur une rencontre en NBA
Les records personnels de Kyle Korver en NBA sont les suivants, :
| Type de statistique        | Saison régulière | Saison régulière        | Saison régulière | Playoffs | Playoffs                | Playoffs      |
| Type de statistique        | Record           | Adversaire              | Date             | Record   | Adversaire              | Date          |
| -------------------------- | ---------------- | ----------------------- | ---------------- | -------- | ----------------------- | ------------- |
| Points                     | 31               | 2 fois                  | 2 fois           | 23       | Lakers de Los Angeles   | 8 mai 2010    |
| Paniers marqués            | 11               | 2 fois                  | 2 fois           | 9        | Lakers de Los Angeles   | 8 mai 2010    |
| Paniers tentés             | 20               | @ Nuggets de Denver     | 2 janvier 2007   | 17       | @ Raptors de Toronto    | 1er mai 2018  |
| Paniers à 3 points réussis | 8                | 3 fois                  | 3 fois           | 6        | @ Nets de Brooklyn      | 1er mai 2015  |
| Paniers à 3 points tentés  | 15               | @ Bucks de Milwaukee    | 1er mars 2005    | 13       | @ Nets de Brooklyn      | 27 avril 2015 |
| Lancers francs réussis     | 10               | Bulls de Chicago        | 25 février 2006  | 6        | 3 fois                  | 3 fois        |
| Lancers francs tentés      | 10               | Bulls de Chicago        | 25 février 2006  | 7        | @ Pacers de l'Indiana   | 22 avril 2018 |
| Rebonds offensifs          | 5                | @ Lakers de Los Angeles | 27 mars 2005     | 3        | @ Lakers de Los Angeles | 4 mai 2008    |
| Rebonds défensifs          | 10               | 5 fois                  | 5 fois           | 11       | @ Nets de Brooklyn      | 27 avril 2015 |
| Rebonds totaux             | 11               | 2 fois                  | 2 fois           | 11       | @ Nets de Brooklyn      | 27 avril 2015 |
| Passes décisives           | 9                | 2 fois                  | 2 fois           | 6        | Nuggets de Denver       | 23 avril 2010 |
| Interceptions              | 6                | Cavaliers de Cleveland  | 4 mars 2005      | 6        | Wizards de Washington   | 13 mai 2015   |
| Contres                    | 4                | 3 fois                  | 3 fois           | 3        | 3 fois                  | 3 fois        |
| Balles perdues             | 5                | 5 fois                  | 5 fois           | 4        | @ Pistons de Détroit    | 26 avril 2005 |
| Minutes jouées             | 48               | 3 fois                  | 3 fois           | 47       | @ Celtics de Boston     | 24 avril 2016 |

- Double-double : 8 (dont 1 en playoffs)
- Triple-double : 0

Dernière mise à jour : 6 novembre 2020

## Salaires
| Année       | Équipe                 | Salaire      |
| ----------- | ---------------------- | ------------ |
| 2003-2004   | 76ers de Philadelphie  | 366 931 $    |
| 2004-2005   | 76ers de Philadelphie  | 620 046 $    |
| 2005-2006   | 76ers de Philadelphie  | 3 630 363 $  |
| 2006-2007   | 76ers de Philadelphie  | 4 018 182 $  |
| 2007-2008   | Jazz de l'Utah         | 4 400 000 $  |
| 2008-2009   | Jazz de l'Utah         | 4 781 818 $  |
| 2009-2010   | Jazz de l'Utah         | 5 163 636 $  |
| 2010-2011   | Bulls de Chicago       | 5 000 000 $  |
| 2011-2012*  | Bulls de Chicago       | 4 024 390 $  |
| 2012-2013   | Hawks d'Atlanta        | 5 000 000 $  |
| 2013-2014   | Hawks d'Atlanta        | 6 760 563 $  |
| 2014-2015   | Hawks d'Atlanta        | 6 253 521 $  |
| 2015-2016   | Hawks d'Atlanta        | 5 746 479 $  |
| 2016-2017   | Hawks d'Atlanta        | 2 311 516 $  |
| 2016-2017   | Cavaliers de Cleveland | 5 239 437 $  |
| 2017-2018   | Cavaliers de Cleveland | 7 000 000 $  |
| 2018-2019   | Cavaliers de Cleveland | 1 836 610 $  |
| 2018-2019   | Jazz de l'Utah         | 5 723 390 $  |
| 2019-2020   | Suns de Phoenix        | 3 440 000 $  |
| 2019-2020   | Bucks de Milwaukee     | 2 404 456 $  |
| Total Gains | Total Gains            | 83 721 338 $ |

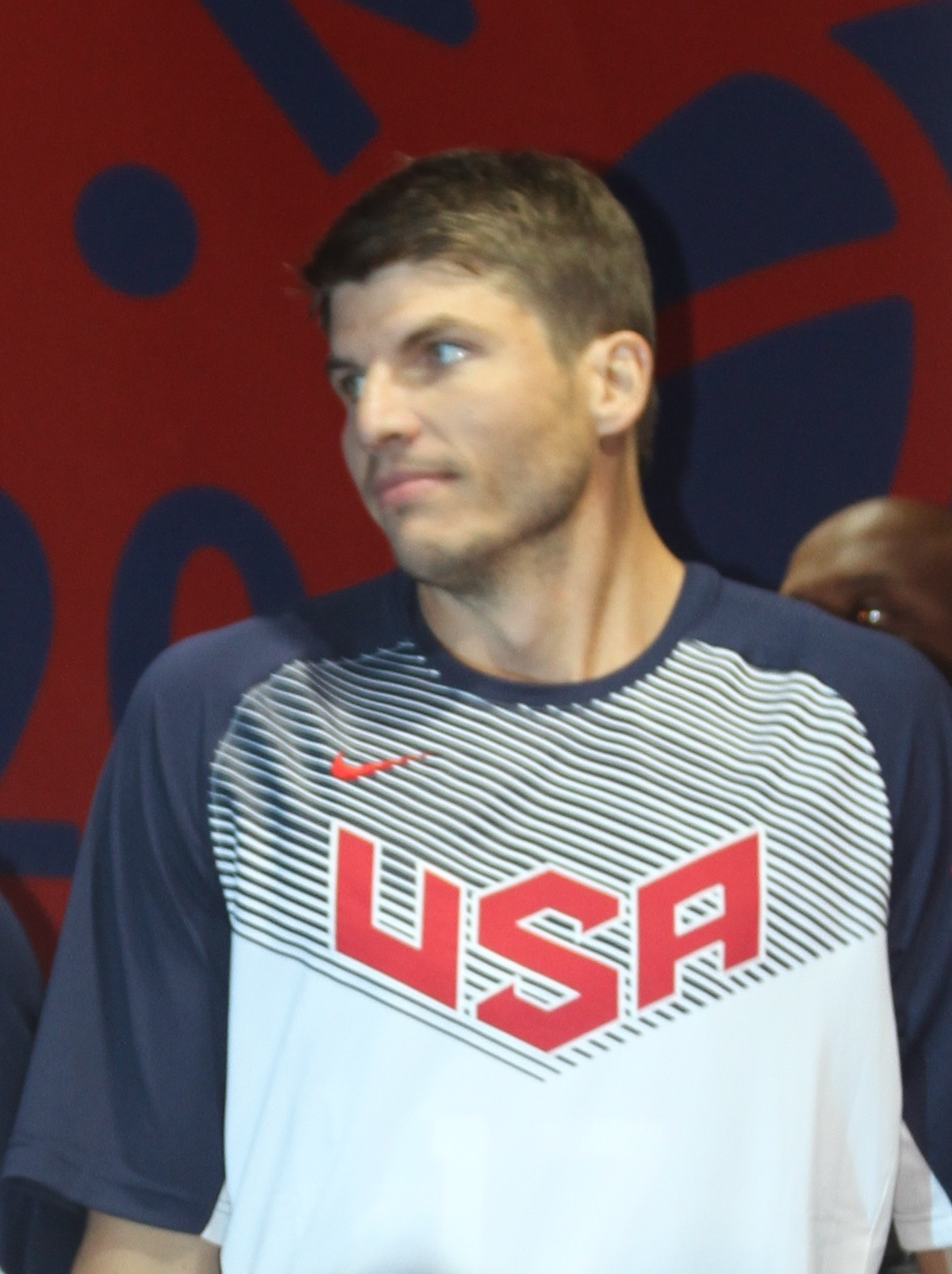
Korver en 2014.

Note : * En 2011, le salaire moyen d'un joueur évoluant en NBA est de 5 150 000 $.

## Vie privée
Kyle Korver a trois frères : Klayton, Kaleb et Kirk.
Korver a épousé Juliet Richardson le 10 août 2011. Leur fille, Kyra Elyse, est née le 5 décembre 2012. Sa femme a accouché de leur premier garçon, Knox Elliot, le 4 octobre 2014. Leur deuxième garçon, Koen, est né le 7 novembre 2016.
Le 21 mars 2018, il est endeuillé par la mort de son frère cadet Kirk des suites d'une maladie foudroyante.
Dans une tribune en 2019, il dénonce le racisme et le privilège blanc.

## Pour appronfondir
- Liste des joueurs en NBA ayant joué plus de 1 000 matchs en carrière.
- Liste des meilleurs marqueurs à trois points en NBA en carrière.
- Liste des meilleurs marqueurs à trois points en NBA par saison.
- Liste des meilleurs marqueurs à trois points en NBA en playoffs.